# شارع المدينة المنورة (عمان)

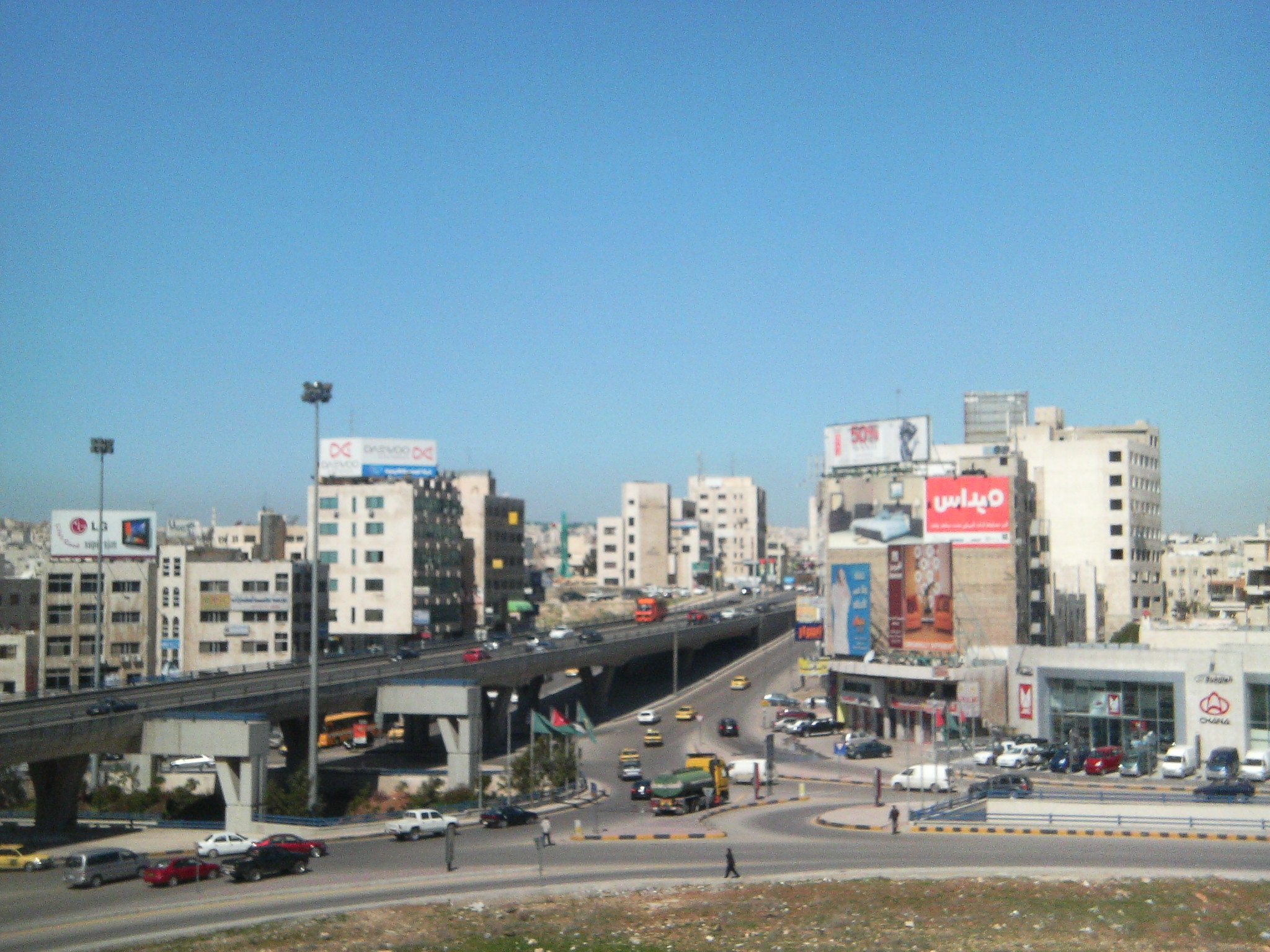
تقاطع شارع المدينة المنورة بشارع مكة - ميدان الحرمين الشريفين

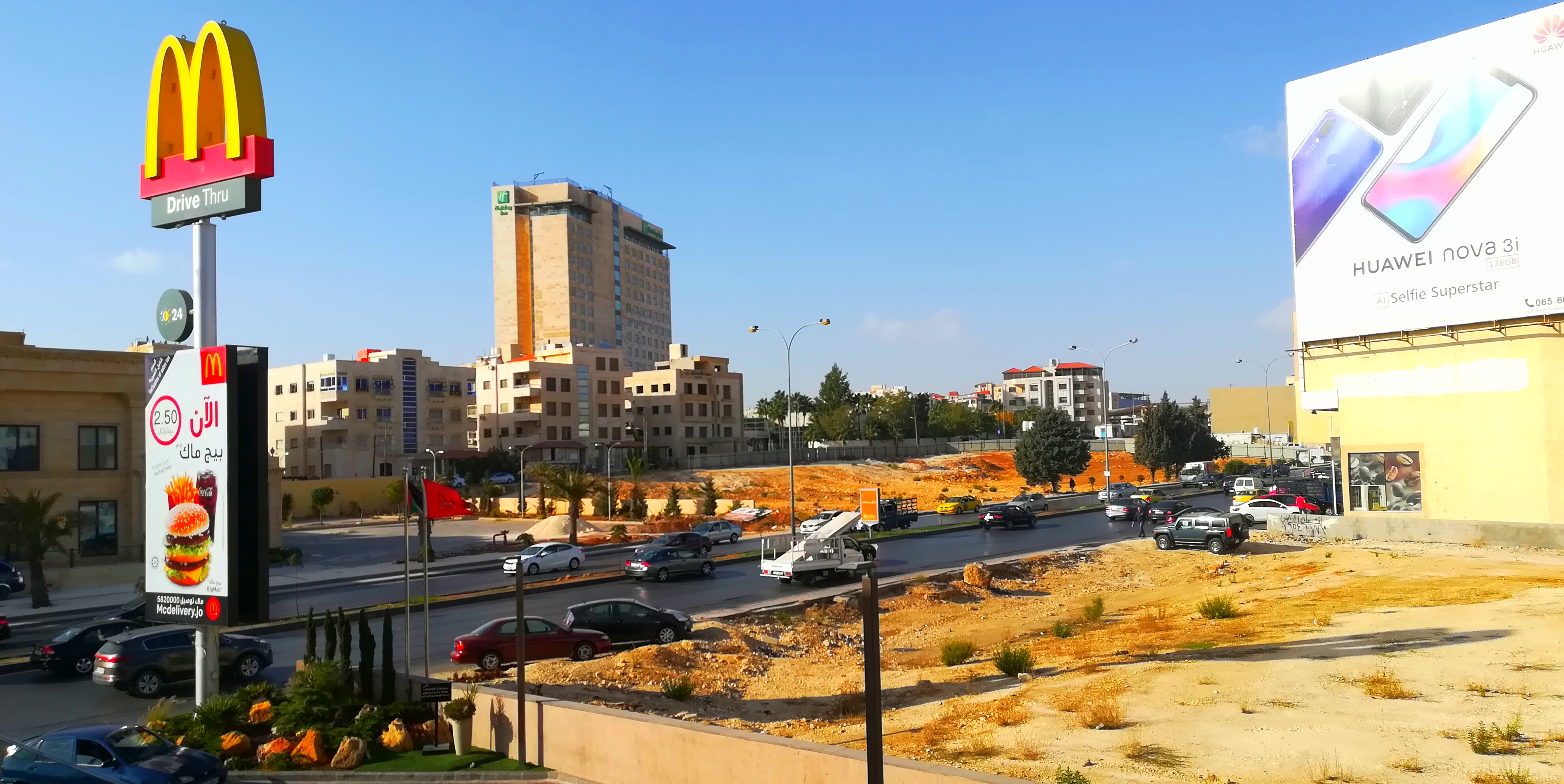
شارع المدينة المنورة.

شارع المدينة المنورة أحد شوارع العاصمة الأردنية عمّان، يربط عدة أحياء في عمان الغربية، يبدأ من تقاطع الملكة رانيا مع شارع الجامعة الأردنية، حيث حي ضاحية الرشيد شمالا، ثم يمتد إلى الجنوب مخترقا منطقة تلاع العلي، ويتقاطع مع شارع وصفي التل عند دوار اليبوبيل، ومن ثم يمتد إلى ان يفصل بين الرابية وأم أذينة ومن ثم يتقاطع مع شارع مكة عند ميدان الحرمين الشريفين ويمتد إلى جنوب العاصمة حيث ينتهي بنقطة تقع بين الدوارين السادس والسابع على شارع زهران.
يعتبر شارع المدينة المنورة من المناطق المحببة للسكن نظرا لموقعه المتوسط بين أحياء عمان الغربية ولقربها من الوسط التجاري في المدينة. لكن في بعض الأوقات يلاحظ فيه أزمة مرورية خانقة - وخاصة في أوقات الذروة.
ومع التزايد السكاني في مناطق عمان الغربية، بات الشارع بمثابة عصب حيوي في العاصمة عمان بحيث يصعب التنقل بين أحياء عمان الغربية دون المرور به أو التقاطع معه.
ينقسم الشارع إلى قسمين، تجاري وسكني، حيث يمتد الجزء التجاري من الشمال حيث مستشفى الجامعة إلى تقاطع الحرمين الشريفين جنوبا، مرورا بدوار الواحة (أو اليوبيل)، ويبدأ الجزء السكني من دوار الحرمين الشريفين حتى نهاية الشارع المؤدّي إلى شارع زهران.